# Доктор Спира и Људска бића
Доктор Спира и Људска бића је југословенски и српски алтернативни рок и бенд новог таласа из Београда. Бенд је формиран 1980. године.

## Историјат

### Мира и Спира, формање бенда (1972-1979)
Београдски певач Душан Михајловић Спира (акустична гитара, вокал), музичку каријеру започео је крајем 1972. године у акустично рок дуету Мира и Спира, са Мирјаном Марковић. Након серије наступа на концертима, а посебно онима које су организовали чланови бенда Поп машина у београдској Хали спортова, Михајловић је постигао велику афирмацију након укључивања његове песме Први снег у репетоар бенда Сунцокрет, која је касније пуштена на њиховом деби албуму Моје бубе 1977. године.
Током касних седамдесетих година, Михајловић је одустао од акустичног звука и окренуо се трендовима тог времена, са предстојећом новоталасном музиком, формирајући бенд Доктор Спира и Људска бића, који је у свом кратком периоду променио велики број музичара.

### Снимање албума, расформирање (1980—1985)
Састав бенда чинили су Михајловић (вокал, акустична гитара), Зоран Дашић (гитара), Стеван Милинковић (бас гитара) и Желимир Васић (бубњеви). Први студијски албум Дијагноза садржи песме Буђење, Има дана када мене моја душа боли, Др. параноја, Увек исто збогом и Играч на жици. Албум је снимљен 1980. године у студију Друга маца, Енца Лесића у Београду, а продуциран у студију Тридент у Лондону, уз подршку вокалисте Мирјане Марковић и бившег члана бенда ДАГ, Драгана Поповића, који је написао песму Психонеуроза.
Михајловић је у ово време имао култни статус међу београдским музичарима и љубитељима рок музике, али то није утицало на издавачке куће. Пошто су југословенске издавачке куће одбијале да издају албум бенда, Михајловић је 1981. године отишао у Лондон и одрадио 50 копија албума, које је донео у Београд и дао својим пријатељима. Промоција албума одржана је у децембру 1981. године у Атељеу 212. Група је наставила рад све до 1985. године када су расформирани.

### Након расформирања
Године 1986. уредник ПГП РТБ постао је рок музичар Оливер Мандић. У разговору са Бором Чорбом тврдио је да ће као нови уредник донети промене у овој издавачкој кући. Албум Дијагноза објављен је у 2000 примерака без икакве промоције и брзо распородат.. У то доба Михајловић је покушао да направи пробој на тржишту музичке опреме, али му то није успело.
Године 1987. Михајловић је снимио други студијски албум Дизајн за тајни свет, са различитим музичким утицајима односно утицајем краутрока, готик рока, денс музике, бугија и џеза. Наредне године преселио се у Лондон где тренутно живи.

### Поновно оснивање (2007)
Године 2006. Михајловић је почео поновну обраду албума Дијагноза и албума Дизајн за стварни свет који су изашли на цд формату под окриљем Мултимедија рекордса 2007. године. Током октобра исте године, Михајловиће је у новом саставу бенда Доктор Спира и људкса бића у Београду направио неколико наступа, а у саставу су били Предраг Милановић (бас гитара), Предраг Козомара (гитара), Александар Милетић (клавијатура), Слободан Јуришић (бубњеви), Ана Миловановић (позадински вокал) и Сања Богосављевић (позадински вокал). Специјални гости били су Емили Јане Сарић (вокал) и Митропа пројекат Драгана Поповића из Шведске.
Бенд је издао ЕП Археолошки артефакти технофилских цивилизација прошлости или научна фантастика као жанр у уметничким делима с краја двадесетог века., 2007. године.

## Наслеђе
Момчило Бајагић Бајага, тада још увек гитариста Рибље чорбе уврстио је албум Дијагноза међу десет најдражих. Песму Има дана када ме моја душа боли отпевала је Биљана Крстић на њеном соло албума Из унутрашњег џепа, који је ПГП РТБ објавио 1985. године. Рок бенд Казна за уши на једном од његових првих наступа изводио је делове песама бенда Доктор Спира и Људска бића.
Текстови четири песме бенда нашли су се у књизи Петра Јањатовића, Песме братства, детињства & потомства: Антологија екс ЈУ рок поезије (1967—2007).

## Дискографија

### Студијски албуми
- Дијагноза (1986)

### Компилацијски албуми
- Археолошки артефакти технофилских цивилизација прошлости или научна фантастика као жанр у уметничким делима с краја двадесетог века (2007)